# 151
151 (сто петдесет и първа) година по юлианския календар е невисокосна година, започваща в четвъртък. Това е 151-вата година от новата ера, 151-вата година от първото хилядолетие, 51-вата година от 2 век, 1-вата година от 6-о десетилетие на 2 век, 2-рата година от 150-те години. В Рим е наричана Година на консулството на Кондиан и Валерий (или по-рядко – 904 Ab urbe condita, „904-та година от основаването на града“).

## Събития
- Консули в Рим са Секст Квинтилий Кондиан и Секст Валерий Максим.